# X Football League (2001)
La X Football League, meglio conosciuta con l'acronimo XFL, è stata una lega professionistica statunitense di football americano, fondata nel 1999 e attiva sul campo nel 2001.
La lega non va confusa con la nuova X Football League, fondata nel 2018 e attiva sul campo nel 2020.

## Storia
Nata nel dicembre del 1999 in seguito a una joint venture tra l'emittente NBC e la federazione di wrestling World Wrestling Federation, la X Football League  venne creata come una "lega a singola entità": le squadre che la componevano non erano infatti amministrate in maniera individuale, bensì da un'unica unità di business.
Nei progetti del management, la XFL sarebbe dovuta diventare una forte realtà professionistica di football americano, ma non riuscì a trovare una base stabile di spettatori e venne quindi chiusa dopo una sola stagione.

## Copertura televisiva
Ogni settimana era prevista la trasmissione di tre partite sulle emittenti NBC, UPN e TNN. La prima settimana ebbe degli indici di ascolto molto al di sopra delle aspettative; tuttavia, con il passare del tempo, l'interesse per il prodotto scemò rapidamente, portando il management alla decisione di chiudere la lega al termine della stagione.

## Regole di gioco
Le regole della X Football League (XFL) erano differenti da quelle della National Football League (NFL), soprattutto per quanto riguardava i falli; la maggior parte delle azioni che in NFL costavano una qualche forma di punizione in XFL non erano invece sanzionate in modo da rendere le partite più crude e spettacolari.
La competizione prevedeva la partecipazione di otto squadre divise in due diversi gruppi (Western Division ed Eastern Division), con un calendario di dieci partite per ogni formazione; al termine della regular season si disputavano i play-off tra le prime due classificate di ciascun gruppo.

## Squadre

### Western Division
| Squadra              | Città         | Stadio            | Allenatore   |
| -------------------- | ------------- | ----------------- | ------------ |
| Las Vegas Outlaws    | Las Vegas     | Sam Boyd Stadium  | Jim Criner   |
| L.A. Xtreme          | Los Angeles   | Memorial Coliseum | Al Luginbill |
| Memphis Maniax       | Memphis       | Liberty Bowl      | Kippy Brown  |
| San Francisco Demons | San Francisco | Pacific Bell Park | Jim Skipper  |

### Eastern Division
| Squadra                    | Città           | Stadio         | Allenatore    |
| -------------------------- | --------------- | -------------- | ------------- |
| Birmingham Thunderbolts    | Birmingham      | Legion Field   | Gerry DiNardo |
| Chicago Enforcers          | Chicago         | Soldier Field  | Ron Meyer     |
| New York/New Jersey Hitmen | East Rutherford | Giants Stadium | Rusty Tillman |
| Orlando Rage               | Orlando         | Citrus Bowl    | Galen Hall    |

## Risultati e classifiche

### Stagione regolare
| 1ª giornata |                                           |         |
|             |                                           |         |
| 3 febbraio  | Las Vegas Outlaws - New Jersey Hitmen     | 19 - 0  |
| 3 febbraio  | Orlando Rage - Chicago Enforcers          | 33 - 29 |
| 4 febbraio  | Memphis Maniax - Birmingham Thunderbolts  | 22 - 20 |
| 4 febbraio  | San Francisco Demons - Los Angeles Xtreme | 15 - 13 |

| 2ª giornata |                                             |         |
|             |                                             |         |
| 10 febbraio | Los Angeles Xtreme - Chicago Enforcers      | 39 - 32 |
| 10 febbraio | Orlando Rage - San Francisco Demons         | 26 - 14 |
| 11 febbraio | Birmingham Thunderbolts - New Jersey Hitmen | 19 - 12 |
| 11 febbraio | Las Vegas Outlaws - Memphis Maniax          | 25 - 3  |

| 1ª giornata |                                           |         |
|             |                                           |         |
| 3 febbraio  | Las Vegas Outlaws - New Jersey Hitmen     | 19 - 0  |
| 3 febbraio  | Orlando Rage - Chicago Enforcers          | 33 - 29 |
| 4 febbraio  | Memphis Maniax - Birmingham Thunderbolts  | 22 - 20 |
| 4 febbraio  | San Francisco Demons - Los Angeles Xtreme | 15 - 13 |

| 2ª giornata |                                             |         |
|             |                                             |         |
| 10 febbraio | Los Angeles Xtreme - Chicago Enforcers      | 39 - 32 |
| 10 febbraio | Orlando Rage - San Francisco Demons         | 26 - 14 |
| 11 febbraio | Birmingham Thunderbolts - New Jersey Hitmen | 19 - 12 |
| 11 febbraio | Las Vegas Outlaws - Memphis Maniax          | 25 - 3  |

| 3ª giornata |                                             |         |
|             |                                             |         |
| 17 febbraio | Los Angeles Xtreme - Las Vegas Outlaws      | 12 - 9  |
| 17 febbraio | San Francisco Demons - Memphis Maniax       | 13 - 6  |
| 18 febbraio | Birmingham Thunderbolts - Chicago Enforcers | 14 - 3  |
| 18 febbraio | Orlando Rage - New Jersey Hitmen            | 18 - 12 |

| 4ª giornata |                                          |         |
|             |                                          |         |
| 24 febbraio | New Jersey Hitmen - Chicago Enforcers    | 13 - 0  |
| 24 febbraio | Orlando Rage - Birmingham Thunderbolts   | 30 - 6  |
| 25 febbraio | Las Vegas Outlaws - San Francisco Demons | 16 - 9  |
| 25 febbraio | Memphis Maniax - Los Angeles Xtreme      | 18 - 12 |

| 3ª giornata |                                             |         |
|             |                                             |         |
| 17 febbraio | Los Angeles Xtreme - Las Vegas Outlaws      | 12 - 9  |
| 17 febbraio | San Francisco Demons - Memphis Maniax       | 13 - 6  |
| 18 febbraio | Birmingham Thunderbolts - Chicago Enforcers | 14 - 3  |
| 18 febbraio | Orlando Rage - New Jersey Hitmen            | 18 - 12 |

| 4ª giornata |                                          |         |
|             |                                          |         |
| 24 febbraio | New Jersey Hitmen - Chicago Enforcers    | 13 - 0  |
| 24 febbraio | Orlando Rage - Birmingham Thunderbolts   | 30 - 6  |
| 25 febbraio | Las Vegas Outlaws - San Francisco Demons | 16 - 9  |
| 25 febbraio | Memphis Maniax - Los Angeles Xtreme      | 18 - 12 |

| 5ª giornata |                                                |         |
|             |                                                |         |
| 3 marzo     | Los Angeles Xtreme - New Jersey Hitmen         | 22 - 7  |
| 3 marzo     | San Francisco Demons - Birmingham Thunderbolts | 39 - 10 |
| 4 marzo     | Chicago Enforcers - Las Vegas Outlaws          | 15 - 13 |
| 4 marzo     | Orlando Rage - Memphis Maniax                  | 21 - 19 |

| 6ª giornata |                                              |         |
|             |                                              |         |
| 10 marzo    | Orlando Rage - Las Vegas Outlaws             | 27 - 15 |
| 10 marzo    | Memphis Maniax - Chicago Enforcers           | 29 - 23 |
| 11 marzo    | New Jersey Hitmen - San Francisco Demons     | 20 - 12 |
| 11 marzo    | Los Angeles Xtreme - Birmingham Thunderbolts | 35 - 26 |

| 5ª giornata |                                                |         |
|             |                                                |         |
| 3 marzo     | Los Angeles Xtreme - New Jersey Hitmen         | 22 - 7  |
| 3 marzo     | San Francisco Demons - Birmingham Thunderbolts | 39 - 10 |
| 4 marzo     | Chicago Enforcers - Las Vegas Outlaws          | 15 - 13 |
| 4 marzo     | Orlando Rage - Memphis Maniax                  | 21 - 19 |

| 6ª giornata |                                              |         |
|             |                                              |         |
| 10 marzo    | Orlando Rage - Las Vegas Outlaws             | 27 - 15 |
| 10 marzo    | Memphis Maniax - Chicago Enforcers           | 29 - 23 |
| 11 marzo    | New Jersey Hitmen - San Francisco Demons     | 20 - 12 |
| 11 marzo    | Los Angeles Xtreme - Birmingham Thunderbolts | 35 - 26 |

| 7ª giornata |                                             |         |
|             |                                             |         |
| 17 marzo    | New Jersey Hitmen - Memphis Maniax          | 16 - 15 |
| 17 marzo    | Las Vegas Outlaws - Birmingham Thunderbolts | 34 - 12 |
| 18 marzo    | Los Angeles Xtreme - Orlando Rage           | 31 - 6  |
| 18 marzo    | Chicago Enforcers - San Francisco Demons    | 25 - 19 |

| 8ª giornata |                                             |         |
|             |                                             |         |
| 24 marzo    | Los Angeles Xtreme - Las Vegas Outlaws      | 35 - 26 |
| 24 marzo    | San Francisco Demons - Memphis Maniax       | 21 - 12 |
| 25 marzo    | Orlando Rage - New Jersey Hitmen            | 17 - 12 |
| 25 marzo    | Chicago Enforcers - Birmingham Thunderbolts | 13 - 0  |

| 7ª giornata |                                             |         |
|             |                                             |         |
| 17 marzo    | New Jersey Hitmen - Memphis Maniax          | 16 - 15 |
| 17 marzo    | Las Vegas Outlaws - Birmingham Thunderbolts | 34 - 12 |
| 18 marzo    | Los Angeles Xtreme - Orlando Rage           | 31 - 6  |
| 18 marzo    | Chicago Enforcers - San Francisco Demons    | 25 - 19 |

| 8ª giornata |                                             |         |
|             |                                             |         |
| 24 marzo    | Los Angeles Xtreme - Las Vegas Outlaws      | 35 - 26 |
| 24 marzo    | San Francisco Demons - Memphis Maniax       | 21 - 12 |
| 25 marzo    | Orlando Rage - New Jersey Hitmen            | 17 - 12 |
| 25 marzo    | Chicago Enforcers - Birmingham Thunderbolts | 13 - 0  |

| 9ª giornata |                                          |         |
|             |                                          |         |
| 31 marzo    | Chicago Enforcers - New Jersey Hitmen    | 23 - 18 |
| 31 marzo    | Orlando Rage - Birmingham Thunderbolts   | 29 - 24 |
| 1º aprile   | Memphis Maniax - Los Angeles Xtreme      | 27 - 12 |
| 1º aprile   | San Francisco Demons - Las Vegas Outlaws | 14 - 9  |

| 10ª giornata |                                             |        |
|              |                                             |        |
| 7 aprile     | Los Angeles Xtreme - San Francisco Demons   | 24 - 0 |
| 7 aprile     | Memphis Maniax - Las Vegas Outlaws          | 16 - 3 |
| 8 aprile     | New Jersey Hitmen - Birmingham Thunderbolts | 22 - 0 |
| 8 aprile     | Chicago Enforcers - Orlando Rage            | 23 - 6 |

| 9ª giornata |                                          |         |
|             |                                          |         |
| 31 marzo    | Chicago Enforcers - New Jersey Hitmen    | 23 - 18 |
| 31 marzo    | Orlando Rage - Birmingham Thunderbolts   | 29 - 24 |
| 1º aprile   | Memphis Maniax - Los Angeles Xtreme      | 27 - 12 |
| 1º aprile   | San Francisco Demons - Las Vegas Outlaws | 14 - 9  |

| 10ª giornata |                                             |        |
|              |                                             |        |
| 7 aprile     | Los Angeles Xtreme - San Francisco Demons   | 24 - 0 |
| 7 aprile     | Memphis Maniax - Las Vegas Outlaws          | 16 - 3 |
| 8 aprile     | New Jersey Hitmen - Birmingham Thunderbolts | 22 - 0 |
| 8 aprile     | Chicago Enforcers - Orlando Rage            | 23 - 6 |

| #  | Squadra              | G  | V | S | %   |
| -- | -------------------- | -- | - | - | --- |
| 1. | L.A. Xtreme          | 10 | 7 | 3 | 70% |
| 2. | San Francisco Demons | 10 | 5 | 5 | 50% |
| 3. | Memphis Maniax       | 10 | 5 | 5 | 50% |
| 4. | Las Vegas Outlaws    | 10 | 4 | 6 | 40% |

| #  | Squadra                    | G  | V | S | %   |
| -- | -------------------------- | -- | - | - | --- |
| 1. | Orlando Rage               | 10 | 8 | 2 | 80% |
| 2. | Chicago Enforcers          | 10 | 5 | 5 | 50% |
| 3. | New York/New Jersey Hitmen | 10 | 4 | 6 | 40% |
| 4. | Birmingham Thunderbolts    | 10 | 2 | 8 | 20% |

### Play-off
|  | Semifinali | Semifinali           | Semifinali |                      |    | Finale      | Finale | Finale |  |
|  |            |                      |            |                      |    |             |        |        |  |
|  | W1         | L.A. Xtreme          | 33         |                      |    |             |        |        |  |
|  | W1         | L.A. Xtreme          | 33         |                      |    |             |        |        |  |
|  | E2         | Chicago Enforcers    | 16         |                      |    |             |        |        |  |
|  | E2         | Chicago Enforcers    | 16         |                      | W1 | L.A. Xtreme | 38     |        |  |
|  |            |                      |            |                      | W1 | L.A. Xtreme | 38     |        |  |
|  |            |                      | W2         | San Francisco Demons | 6  |             |        |        |  |
|  | E1         | Orlando Rage         | W2         | San Francisco Demons | 6  | 25          |        |        |  |
|  | E1         | Orlando Rage         |            |                      |    |             |        |        |  |
|  | W2         | San Francisco Demons | 26         |                      |    |             |        |        |  |